# Neoporus striatopunctatus
Neoporus striatopunctatus är en skalbaggsart som först beskrevs av F. E. Melsheimer 1844.  Neoporus striatopunctatus ingår i släktet Neoporus och familjen dykare. Inga underarter finns listade i Catalogue of Life.